# Габелко Володимир Тимофійович
Володимир Тимофійович Габелко (29. X. 1946, Харків — 19. VII. 2008, Київ) — мистецтвознавець, один із провідних фахівців з української сценографії. Член НСХУ (1985).
Закінчив Харківський ін-т культури (1969, за фахом книгознавство). Від 1969 — н. с., від 1975 — ст. н. с. Музею театрального, музичного та кіномистецтва України. Організував кілька десятків виставок, автор близько ста друкованих праць — книг, альбомів, статей, які продовжують друкуватися посмертно.
Ім'я Габелка я запам'ятав одразу, вперше прочитавши його статтю в журналі «Вітчизна» 1975 р. Крім нікому не відомих фактів про українських сценографів, там було дивовижне узагальнення: примітивізм поділено на дві категорії — балаганну й архаїчну. Це свідчило про оригінальне мислення автора. В самому театральному музеї він був рідкісним знавцем живописного фонду, яким завідував. І, попри молодий вік, консультував найавторитетніших фахівців: І. Вериківську, В. Гайдабуру, та й самого Ф. Нірода.
Я займався творчістю Петрицького. Несподіванкою для мене стало уточнення Володимира Тимофійовича: декоративну картину, яку ми з удовою Петрицького назвали «Сатана в образі дівчини танцює перед царем Китоврасом», він атрибутував як «Іродіада» 1915 р. Ескізи Екстер, що зберігаються в театральному музеї, я вважав частиною одного циклу, а Володя виокремив одну роботу як стилістично дещо інакшу. Для цього треба було мати неймовірну оптичну чутливість і величезні знання.
Коли він був уже невиліковно хворий, ми опрацьовували з ним театральну колекцію українських художників, зібрану італійцем Ренато д'Агостіно. Один ескіз футуристичного характеру був схожий на Ердмана. Володимир Тимофійович глянув і сказав: «Це Уманський. Бачите в куточку манюсіньку монограму МУ?». І тепер, коли мені приносять театральні ескізи на експертизу, я за звичкою пориваюся йти до Володі…
Йому притаманні були рідкісні в нашому побуті риси: інтелігентність, артистичність, з якою він імітував мовлення та відтворював поведінку спільних знайомих, гумор і нескінченні доречні цитування (швидше, мізансценування) улюбленого Аверченка, «Швейка», Ільфа-Петрова, братів Губенків (Остап Вишня і Чечвянський), Зощенка…
Свою музичну непоінформованість я долав з допомогою Володіної ерудиції. Платівок, записів, касет і дисків класичної музики в його квартирі було, певно, більше, ніж у спеціалізованій музичній бібліотеці.
Володимир Тимофійович був причетний до епохальної для української культури події. Разом з відомим дослідником А. Драком він створив 1977 року новаторську за характером експозицію театрального музею. Про неї один із найбільших знавців театрального мистецтва князь Н. Лобанов-Ростовський сказав: «Такий рівень рідкісний і на Заході».
Сумно, що Володі нема серед живих, і його величезний інтелектуальний потенціал реалізований хіба що на кілька відсотків, а його мрія про створення окремого музею української музики не здійснилася…
Д. Горбачов
В. Габелко був обдарований різнобічними яскравими талантами. Мав музичну освіту (грав на скрипці, фортепіано), багатющу фонотеку, безпомилково ідентифікував будь-яку почуту мелодію, чим із дитинства дивував друзів. У отроцтві, відвідуючи театр, інколи користувався, замість театрального бінокля, довжелезною підзорною трубою, чи не власноручно змонтованою з набору для юних оптиків. І взагалі він не боявся епатувати публіку, маючи незрівнянне почуття гумору.
Проживши від юності все життя на Печерську, він часто з любов'ю згадував харківське дитинство на Холодній горі — родове гніздо Габелків. Доля позбавила його в юності прозаїчних матеріальних турбот — батько, Тимофій Єгорович, займав високі господарські посади, заснував і був першим директором Запорізького автозаводу. Можливо, батькова здатність до техніки передалася синові — для Володі не було проблемою власноручно відремонтувати навіть такі складні прилади, як фотокамера, радіоприймач, телевізор, магнітофон, або привести в бойовий стан батькову мисливську «тулку», щоби при нагоді влаштувати імпровізований салют на валах Печерської фортеці…
Всі свої трудові роки (майже сорок — від 1969 до 2008) віддав Театральному музеєві, розташованому в 10 хвилинах пішого ходу від власної оселі. Чи не тому й не дуже прагнув до зміни свого професійного статусу на престижніший, віддаючи перевагу внутрішньому перед зовнішнім. У всякому разі публіковані ним тексти (хоч їх і порівняно небагато) позначені найвищим професіоналізмом. А скільком титулованим і маститим допомагав у роботі Габелко порадами, матеріалами та часто й своїм пером — тепер відають лише вони самі…
Десятиліття після смерті батька замість колишнього достатку поступово приносили все більшу нужду. Надто ж коли тяжко і довго хворіла мама, Марія Тихонівна, якою син опіковувався віддано та зворушливо. Потім рідкісна невиліковна недуга підступила й до самого Володимира Тимофійовича. Тільки завдяки підтримці друзів, передусім Олексія Роготченка, Дмитра Горбачова, Сергія Гончаренка та багатьох інших, його влаштували до спеціалізованого гематологічного ввідділення, зробили безліч переливань крові та подарували ще три роки життя.
Зовсім не пристосований до практичного побуту, він мужньо змагався з долею, варив собі їсти, пересуваючись по кімнатах інвалідним кріслом, закуповував на сотні гривень ліки та — дивовижно — знову почав ходити, навіть виходити на вулицю. В цей тяжкий період оптимізм, гумор і нев'януче зацікавлення професійними проблемами не зрадили В. Т. Габелка, допомагаючи йому в буквальному смислі знову «стати на ноги», хоч і не надовго.
Прах нашого друга спочиває біля рідних могил на Байковому кладовищі. М. Селівачов
Літ.:
Селівачов М. Габелко Володимир Тимофійович // Енциклопедія Сучасної України. Том 5. — К., 2006. — С. 247.
Горбачов Д., Селівачов М. Володимир Габелко // Ант (Київ). Вип. 22-24. — 2010. — С. 149–150.